# Sender Garding
Der Sender Garding  (alternativ: Sender Eiderstedt) ist ein  Füllsender für UKW-Rundfunk und Fernsehen der Deutschen Funkturm. Als Antennenträger kommt ein 114 Meter hoher abgespannter Stahlfachwerkmast zum Einsatz.

## Geschichte
Der Sender Garding wurde zunächst am 17. November 1959 als 92 Meter hoher Richtfunkmast auf dem Gelände der Bundespost in Garding errichtet. Im Zuge des Ausbaus des Sendernetzes des zweiten Fernsehprogramms wurde der Sender im Jahr 1962 umgerüstet, wobei eine neue Antenne angebracht werden musste, die die Höhe des Bauwerks auf 105 Meter erhöhte. Am 17. September 1962 nahm der Sender auf dem Kanal 31 mit einer ERP von 500 kW seinen Betrieb auf, seine Reichweite erstreckte sich entlang der Westküste von Niebüll bis zum Nord-Ostsee-Kanal. Im Oktober 1968 wurde als letzter schleswig-holsteinischer Sender auch das dritte Fernsehprogramm vom Sender Garding in Betrieb genommen. Im Jahr 1989 wurden im Zuge der Einführung des privatrechtlichen Rundfunk die Sender RTLplus und Sat.1 auf den Kanälen 25 und 58 ausgestrahlt. Für diese musste eine weitere Antenne installiert werden, die die Höhe des Bauwerks auf nunmehr 114 Meter erhöhte.
Zunächst wurden im Zuge der Einführung von DVB-T die drei öffentlich-rechtlichen Multiplexe mit einer ERP von 1 kW ausgestrahlt. Mit der Inbetriebnahme von DVB-T vom Fernmeldeturm Bredstedt im Jahr 2009 wurden die DVB-T-Frequenzen jedoch wieder abgeschaltet.

## Frequenzen und Programme

### Analoger Hörfunk (UKW)
Die folgenden Hörfunkprogramme werden vom Sender Garding auf UKW abgestrahlt:
| Frequenz (MHz) | Programm                | RDS PS   | RDS PI | Regionalisierung | ERP (kW) | Antennendiagramm rund (ND)/gerichtet (D) | Polarisation horizontal (H)/vertikal (V) |
| -------------- | ----------------------- | -------- | ------ | ---------------- | -------- | ---------------------------------------- | ---------------------------------------- |
| 88,8           | N-Joy                   | _N-JOY__ | D385   | -                | 0,5      | D (60–90°, 190–240°, 270–340°)           | H                                        |
| 91,7           | Klassik Radio           | KLASSIK_ | D75B   | -                | 0,5      | D (50–130°)                              | H                                        |
| 97,6           | Offener Kanal Westküste | –        | –      | −                | 0,5      | D (10–70°, 110–140°, 180–340°)           | H                                        |

### Digitaler Hörfunk (DAB/DAB+)
Digitaler Hörfunk im DAB+-Standard wird seit dem 4. September 2023 in vertikaler Polarisation im Gleichwellenbetrieb (Single Frequency Network) mit anderen Sendern ausgestrahlt. 
| Block                       | Programme | ERP (kW) | Antennendiagramm rund (ND) / gerichtet (D) | Gleichwellennetz (SFN) |
| --------------------------- | --- | -------- | ------------------------------------------ | --- |
| 5C DRDeutschland (D__00188) | DAB+ Block der Media Broadcast: - Absolut relax (72 kbps) - Dlf (104 kbps) - Dlf Kultur (112 kbps) - Dlf Nova (104 kbps) - DRadio DokDeb (48 kbps) - Energy Digital (72 kbps) - ERF Plus (64 kbps) - Klassik Radio (72 kbps) - Radio Bob (72 kbps) - Radio Horeb (48 kbps) - Radio Schlagerparadies (64 kbps) - Schwarzwaldradio (64 kbps) - sunshine live (72 kbps) - DRadio Daten (32 kbps Daten) - EPG Deutschland (16 kbps Daten) - TPEG (16 kbps Daten) - TPEG_MM (16 kbps Daten) | 2        |                                            | - Baden-Württemberg: Aalen, Baden-Baden (Fremersberg), Bad Mergentheim, Blauen, Brandenkopf, Donaueschingen, Feldberg im Schwarzwald, Freiburg (Vogtsburg-Totenkopf), Geislingen (Oberböhringen), Großerlach (Hohe Brach), Heidelberg (Königstuhl), Heilbronn (Schweinsberg), Hochrhein (Rickenbach), Hornisgrinde, Pforzheim (Schömberg-Langenbrand), Raichberg, Ravensburg (Höchsten), Reutlingen, Stuttgart (Frauenkopf), Ulm (Kuhberg) - Bayern: Amberg (Hirschau), Aschaffenburg (Pfaffenberg), Augsburg (Hotelturm), Bad Tölz (Gaißach), Balderschwang, Bamberg (Geisberg), Büttelberg, Brotjacklriegel, Dillberg, Grünten, Herzogstand, Hochberg (Traunstein), Hoher Bogen, Inntal (Ebbs), Ingolstadt (Gelbelsee), Kreuzberg/Rhön, Landshut (Altdorf), München (Olympiaturm), Nennslingen (Büchelberg), Nürnberg, Oberammergau, Ochsenkopf, Passau, Pfänder, Pfaffenhofen, Pfarrkirchen, Pfronten, Regensburg (Hohe Linie), Unterringingen, Untersberg, Wendelstein (Bayrischzell), Würzburg (Frankenwarte) - Berlin: Berlin (Alexanderplatz), Berlin (Scholzplatz) - Brandenburg: Bad Belzig, Booßen, Brandenburg/Havel, Calau, Casekow, Cottbus, Eberswalde (geplant), Eisenhüttenstadt, Neuruppin (geplant), Petkus, Pritzwalk, Templin - Bremen: Bremen (Walle), Bremerhaven-Schiffdorf - Hamburg: Hamburg (Moorfleet), Hamburg (Heinrich-Hertz-Turm) - Hessen: Bad Hersfeld (Rimberg), Biedenkopf (Sackpfeife), Fulda (Hummelskopf), Frankfurt (Europaturm), Gelnhausen (Schnepfenkopf), Gießen (Dünsberg), Großer Feldberg, Hardberg, Hohe Wurzel, Hoher Meißner, Kassel (Habichtswald), Mainz-Kastel - Mecklenburg-Vorpommern: Garz (Rügen), Güstrow, Malchin, Neubrandenburg-Süd, Neustrelitz (geplant), Rostock (Toitenwinkel), Röbel, Schwerin (Zippendorf-Gr.Dreesch), Torgelow, Wismar/Rüggow, Züssow - Niedersachsen: Aurich-Popens, Braunschweig (Broitzem), Braunschweig (Drachenberg), Cuxhaven-Stadt, Dannenberg, Göttingen (Bovenden-Osterberg), Hannover (Telemax), Lingen, Lüneburg-Neu Wendhausen, Molbergen-Peheim, Osnabrück (Bramsche-Schleptruper Egge), Hildesheim (Sibbesse), Steinkimmen, Uelzen, Visselhövede, Wilhelmshaven - Nordrhein-Westfalen: Aachen (Karlshöhe), Bergneustadt-Wiedenest (R), Bielefeld (Hünenburg), Bonn (Venusberg), Dortmund (Florianturm), Düsseldorf (Rheinturm), Eggegebirge, Herscheid, Hochsauerland (Hunau), Hürtgenwald-Großhau, Köln (Colonius), Langenberg, Lügde-Rischenau (Köterberg), Meschede (geplant), Minden (Jakobsberg), Münster (Fernmeldeturm), Schöppingen, Siegen-Süd, Wesel - Rheinland-Pfalz: Bad Kreuznach (Schanzenkopf), Bad Marienberg (Westerwald), Bornberg, Daun (Eifel), Edenkoben (Kalmit), Heckenbach-Schöneberg (Ahrweiler), Haardtkopf (geplant), Idar-Oberstein, Kaiserslautern, Kettrichhof, Koblenz (Kühkopf), Schnee-Eifel (geplant), Trier (Petrisberg) - Saarland: Merzig-Merchingen, Saarbrücken (Schoksberg) - Sachsen: Chemnitz, Dresden, Geyer, Leipzig, Löbau, Neustadt, Freiberg (Niederschöna), Oschatz, Schöneck, Zwickau Ost - Sachsen-Anhalt: Brocken, Burg, Dequede, Petersberg, Pettstädt (Weißenfels), Schneidlingen, Wittenberg - Schleswig-Holstein: Bungsberg, Bredstedt, Flensburg, Garding, Heide, Helgoland, Hennstedt, Itzehoe, Kiel (Kronshagen), Lübeck (Stockelsdorf), Schleswig, Niebüll (Süderlügum), Westerland (Sylt) - Thüringen: Bleßberg (Sonneberg), Erfurt-Hochheim, Gera, Inselsberg, Jena (Oßmaritz), Kulpenberg, Lobenstein (Sieglitzberg), Saalfeld (Remda), Weimar (Ettersberg) |
| 11B NDR SH11B (D__00377)    | DAB-Block des Norddeutschen Rundfunks: - NDR 1 SH HEI (Heide) (104 kbps) - NDR 2 SH (104 kbps) - NDR Kultur (104 kbps) - NDR Info SH (104 kbps) - N-Joy (104 kbps) - NDR Blue (104 kbps) - NDR Schlager (104 kbps) - NDR Info Spezial (104 kbps) - NDR BWS - NDR TPEG | 1        |                                            | Brunsbüttel, Garding, Heide, Helgoland, Itzehoe |

### Analoges Fernsehen (PAL)
Bis zur Umstellung auf DVB-T am 24. Oktober 2006 wurden die folgenden analogen Fernsehprogramme ausgestrahlt.
| Kanal | Frequenz (MHz) | Programm                         | ERP (kW) | Sendediagramm rund (ND)/ gerichtet (D) | Polarisation horizontal (H)/ vertikal (V) |
| ----- | -------------- | -------------------------------- | -------- | -------------------------------------- | ----------------------------------------- |
| 23    | 487,25         | ProSieben                        | 6,3      | D                                      | H                                         |
| 25    | 503,25         | RTL Television                   | 4,2      | D                                      | H                                         |
| 31    | 551,25         | ZDF                              | 300      | D                                      | H                                         |
| 44    | 655,25         | NDR Fernsehen Schleswig-Holstein | 380      | D                                      | H                                         |
| 47    | 679,25         | VOX                              | 3,2      | D                                      | H                                         |
| 58    | 767,25         | Sat.1                            | 4,2      | D                                      | H                                         |